# Anna Pawłowska (koszykarka)
Anna Pawłowska (ur. 18 stycznia 1996 w Inowrocławiu) – polska koszykarka występująca na pozycji rozgrywająca/rzucająca, obecnie zawodniczka SKK Polonia Warszawa.

## Osiągnięcia
Drużynowe
- Mistrzyni: 
  - LOTTO 3x3 Ligi Kobiet 2023 i 2024 z SKK Polonia Warszawa[1]
  - Akademickich Mistrzostw Polski z AZS Uniwersytet Warszawski, 2017
  - Mazowsza Juniorek Starszych U-22, 2017 (UKS Huragan Wołomin)
  - w Pucharze European Women's Basketball League, 2024

- Złota medalistka mistrzostw 1. Ligi Kobiet (awans do ekstraklasy z SKK Polonia Warszawa) 2021[2]

- Brązowa medalistka w Pucharze European Women's Basketball League[3]

- Finalistka:
  - Pucharu Polski z AZS Uniwersytet Warszawski 2015, 2016, z SKK Polonia Warszawa 2021 (Top 6)
  - Mistrzostw Polski U18, 2014 (MUKS Unia Basket Ostrołęka, 6. miejsce)

- 7. miejsce w EBLK i awans do fazy play-off w sezonie 2021-2022 z zespołem SKK Polonia Warszawa

Reprezentacyjne
- 4. miejsce w FIBA 3x3 Europe Cup 2024 (Wiedeń, Austria)
- Awans z reprezentacją Polski U23 3x3 do finału Nations League (Lidze Narodów) w Budapeszcie 2019 (8. miejsce w finale)

- Z reprezentacją Polski finał FIBA 3×3 Women’s Series w Bukareszcie 2021 (3. miejsce)[4]

- Awans z reprezentacją Polski do finału mistrzostw Europy (FIBA 3×3 Europe Cup) 2022 w Grazu[5]

- Występy w reprezentacji Polski 5x5.

Indywidualne
- MVP Lotto 3x3 liga w sezonie 2024
- MVP mistrzostw Mazowsza Juniorek Starszych U-22, 2018 (UKS Huragan Wołomin)

- Zaliczona do pierwszej piątki 1 Ligi Kobiet w sezonie 2020/2021 (SKK Polonia Warszawa) – wyróżnienie indywidualne eurobasket.com[6]

- Zaliczona do pierwszej piątki sezonu regularnego 1 Ligi Kobiet grupy A, 2017/2018 (AZS Uniwersytet Warszawski), 2020/2021 (SKK Polonia Warszawa)[7]
- W plebiscycie m.st. Warszawy na Najpopularniejszego sportowca stolicy w 2024 roku zajęła 7. miejsce.